# معركة الأسطح

شعار معركة الأسطح

معركة الأسطح كانت مباراة استعراضية نظمتها رابطة اللاعبين المحترفين (ATP) في جزيرة مايوركا الأسبانية في الثاني من مايو لعام 2007. جمعت المباراة المصنف الأول عالميا روجيه فيديرير والمصنف الثاني رفائيل نادال. المباراة اعتمدت على إنشاء ملعب مزدوج الأسطح، نصفه عشبي ونصفه الآخر ترابي. الفكرة أتت من تفوق اللاعب فيدرير على الملاعب العشبية (48 فوز متتالي آنذاك) وتفوق نادال على الملاعب الترابية (72 فوز متتالي آنذاك). استطاع نادال الفوز بصعوبة بالغة وبواقع 7-5 4-6 7-6 (12-10). ولقد كلّف إنشاء الأرضية 1.63 مليون دولار أمريكي بالإضافة إلى 19 يوم من التجهيز.

## أقوال من تلك الليلة
و قد أردف روجيه فيدرير قائلاً :
| «لقد كان كلانا يطمح إلى هذه الليلة بالتأكيد، الفكرة تروق لي جداً لأن كلانا (يقصد هو ونادال) يحكم السيطرة على نوعية من الأراضي، رافائيل لدية الرقم القياسي في عدد الانتصارات على الملاعب الترابية (72 فوز) وأنا لم أهزم على العشب منذ 48 مباراة. سوف يكون من الممتع أن تجد من الذي يحب اللعب على الأراضي المختلطة ! ومن الواجب أن تكون مثيرة للاهتمام من الذي يختار التكتيك (الوسيلة) الأفضل. الناس تتكلم عن هذه المباراة منذ مدة. والآن هي قادمة قريباً وأنا أحب الملعب - الذي هو بالفعل رائع وجميل بالمناسبة - أكثر خصوصاً وأنه في مدينة ميوركا التي يقطن فيها رفائيل، ولقد لعب في مدينة بازل (مدينة فيدرير)، والآن أنا لدي الفرصة أن ألعب في مدينته ولو لمرّة واحدة. (روجيه فيدرير الموقع الرسمي)» |

.

## وصلات خارجية
- الموقع الرسمي للمباراة
- الموقع الرسمي لروجيه فيدرير
- الموقع الرسمي لرفائيل نادال